# Aplus dorbignyi
Aplus dorbignyi là một loài ốc biển, là động vật thân mềm chân bụng sống ở biển trong họ Pisaniidae.

## Miêu tả
Loài này có kích thước giữa 10 mm và 20 mm

## Phân bố
Loài này phân bố ở vùng biển châu Âu, Địa Trung Hải, Biển Đỏ và ở Đại Tây Dương dọc theo Mauritanie.